# بسام (شخصية كرتونية)
بسام (باليابانية: 日向 小次郎
) هو شخصية كرتونية ظهرت في مسلسل الكابتن ماجد كخصم لماجد ووليد، وهو من أكثر الشخصيات شراسة وقوة، لكنه في الواقع طيب القلب رقيق الإحساس، تحمل المسؤولية وهو صغير لذلك أظهر القوة والشراسة ونوعًا من الغضب في لعب الكرة.

## صور من حياته
توفي والده منذ أن كان طالباً في المرحلة الابتدائية إثر حادث مروري فكان هو المعيل الوحيد لأسرته المكونة من أُمه وإخوته الثلاثة الصغار. في بداية حياته كانَ يعتبر الكرة وسيلة لكسب الرزق من أجل أن يبزغ نجمه فيها ويحقق عوائد مادية ينفق من خلالها على أسرته، لكن بعد حصوله على منحة دراسية في مدرسة الفرح تغيرت الأمور. يتعرض بسام، في الموسم الثاني من السلسلة الأولى، لمنعه من اللعب مع فريقه فريق الفرح وذلك لأنه تركَ الفريق ولم يخبر أحداً بسبب ذهابه.
يعاني بسام كثيراً في مباراته ضد ماجد، لكن بعد القليل من المعجزات استطاع أن يحرز الفوز هو وماجد معاً. بعد ذهاب ماجد إلى البرازيل في نهاية السلسلة الأولى، يفوز فريق الفرح بقيادة بسام بالبطولة الوطنية للمدارس الثانوية 3 مرات على التوالي. مع العلم بأن بسام يتنافس ضد حيان والحارس عادل ومجد وحسن، وتصاب كلتا قدميه في هذه المباريات. وبالرغم من حالته البدنية السيئة (مصاب)، إلا أن بسام يبرز أداء مميزاً في تلك المباراة، ويحرز الهدف الثاني بضربة النمر من مسافة طويلة، تنتهي المباراة بنتيجة 2 – 1 لصالح فريق الفرح.
(ملاحظة: يرجى العلم بأن البطولة التي فاز فيها ماجد بالأنمي في الجزء الثاني حسب التسمية العربية هي البطولة الوطنية للمدارس المتوسطة وليس الثانوية وهذه أحد أهم أخطاء الدبلجة العربية). في نهاية السلسلة الأولى.
يتدرب بسام بعدما خسر ضد شنايدر ووليد، ويتقن ضربة النمر الضاري، ويسهم إسهاما كبيراً في فوز المنتخب ببطولة كأس العالم للناشئين. في السلسلة الثانية، تتعرض والدة بسام لإصابة في رأسها، وذلك من شدة إرهاقها في العمل. تنقل الأم إلى العناية المركزة، ويصل الخبر إلى بسام، فيدرك أنه السبب في ذلك (تابع المانجا لمزيد من المعلومات).
بسام كذلك، هو أحد المستبعدين السبعة عن المنتخب في السلسلة الثانية، لكنه يعود ويتقن ضربة وحش البرق (ضربة مخلب النمر)، بمساعدة فتاة تدعى، سوسن Akamine Maki، دون قصد منها بعدما لعب معها كرة البيسبول.
يكون بسام المنقذ للمنتخب الياباني في مباراته مع المنتخب البرازيلي، فلولاه لما فاز المنتخب. وجدير بالذكر، أن حارس منتخب البرازيل، ساليناس Salinas، في السلسلة الثانية. 
هو أول من تصدى لضربة وحش البرق. وبالرغم من قوة بسام، إلا أنه في السلسلة الثالثة، عندما يحترف في إيطاليا، في فريق نادي جيوفنتوس Juventus الإيطالي، يبدو في البداية ضعيفاً، وذلك لعدم توازنه البدني، لكن إصراره دفع به نحو الأمام. لاحقاً، في نفس السلسلة، ينتقل بسام إلى فريق نادي آي سي رجيانا AC Reggiana للدرجة الثالثة. في السلسلة الرابعة، يتواجه بسام ضد غريب (فريق ألبيس Albese)، ويظهر براعة منقطعة النظير، وتقنيات لا تعتمد على الخشونة فقط، كما علمه المدرب عصمت في السابق. ويرتقي بسام في نهاية المباراة إلى الفريق الثاني (الدرجة الثانية)، بعد فوزه على غريب بنتيجة 3 – 2.

## أسرة بسام
توفي والده عندما كان طالباً في المرحلة الابتدائية، إثر حادث مروري فأصبح يعيل أسرته المكونة من أمه وإخوته الثلاثة الصغار. في بداية حياته، كان يعتبر الكرة وسيلة لكسب الرزق من أجل أن يلمع نجمه فيها، ويحقق عوائد مادية ينفق بها على أسرته، لكن بعد حصوله على منحة دراسية في مدرسة الفرح تغيرت الأمور.

## إنجازاته
يتعرض بسام، في الموسم الثاني من السلسلة الأولى، لمنع من اللعب مع فريقه «فريق الفرح» وذلك لأنه ترك الفريق ولم يخبر أحداً بسبب ذهابه. عانى بسام كثيراً في مبارياته ضد الكابتن ماجد. لكن، بعد القليل من المعجزات استطاع أن يحرز الفوز هو وماجد معاً.
بعد ذهاب ماجد إلى البرازيل في نهاية السلسلة الأولى، يفوز فريق «الفرح» بقيادة بسام بالبطولة الوطنية للمدارس الثانوية ثلاث مرات على التوالي. مع العلم بأن بسام يتنافس ضد حيّان والحارس عادل ومجد وحسن، وتصاب كلتا قدميه في هذه المباريات. وبالرغم من حالته الجسمانية السيئة (مصاب)، إلا أن بسام يبرز أداءً مميزاً في تلك المباراة، ويحرز الهدف الثاني بضربة النمر من مسافة طويلة، تنتهي المباراة بنتيجة 2 – 1 لصالح فريق الفرح. (ملاحظة: يرجى العلم بأن البطولة التي فاز فيها ماجد بالأنمي في الجزء الثاني حسب التسمية العربية هي البطولة الوطنية للمدارس المتوسطة وليس الثانوية وهذه أحد أهم أخطاء الدبلجة العربية).
في نهاية السلسلة الأولى، يتدرب بسام بعدما خسر ضد شنايدر ووليد، ويتقن ضربة النمر الضاري، ويسهم إسهاماً كبيراً في فوز المنتخب ببطولة كأس العالم للناشئين. في السلسلة الثانية، تتعرض والدة بسّام لإصابة في رأسها، وذلك من شدة إرهاقها في العمل. تنقل الأم إلى العناية المشددة، ويصل الخبر إلى بسام، فيدرك أنه السبب في ذلك (تابع المانجا لمزيد من المعلومات).
بسام كذلك، هو أحد المستبعدين السبعة عن المنتخب في السلسلة الثانية، لكنه يعود ويتقن ضربة وحش البرق (ضربة مخلب النمر)، بمساعدة فتاة تدعى، سوسن Akamine Maki، دون قصد منها بعدما لعب معها كرة البيس بول. يكون بسام المنقذ للمنتخب في مباراته مع المنتخب السعودي، فلولاه لما فاز المنتخب. وجدير بالذكر، أن حارس منتخب البرازيل، ساليناس Salinas، في السلسلة الثانية، هو أول من تصدى لضربة وحش البرق. وبالرغم من قوة بسام، إلا أنه في السلسلة الثالثة، عندما يحترف في إيطاليا، في فريق نادي جيوفنتوس Juventus الإيطالي، يبدو في البداية ضعيفا، وذلك لعدم توازنه الجسماني، لكن إصراره دفع به نحو الأمام. لاحقا، في نفس السلسلة، ينتقل بسام إلى فريق نادي آي سي رجيانا AC Reggiana للدرجة الثالثة.
في السلسلة الرابعة، يتواجه بسام ضد غريب (فريق ألبيس Albese)، ويظهر براعة منقطعة النظير، وتقنيات لا تعتمد على الخشونة فقط، كما علمه المدرب عصمت في السابق. ويرتقي بسام في نهاية المباراة إلى الفريق الثاني (الدرجة الثانية)، بعد فوزه على غريب بنتيجة 3 – 2.